# میشاچ تیلور
میشاچ تیلور (به انگلیسی: Meshach Taylor) (زاده ۱۱ آوریل ۱۹۴۷-درگذشته ۲۸ ژوئن ۲۰۱۴) بازیگر آمریکایی بود.
از فیلم‌های معروف او می‌توان به بازی در طالع نحس ۲، خانه بازی‌ها و آخرین مرد بی‌گناه اشاره کرد.